# Susan Fuentes
Susan Fuentes (1 de noviembre de 1954, Butuan - 7 de septiembre de 2013, Ciudad Quezon), fue una cantante filipina conocida como la "Reina de los Cantares en Cebuano" Ella interpretó y popularizó temas musicales clásicos cantados en cebuano como Matud Nila ("Dicen"), Gimingaw Ako ("Me siento solo"), Usahay ("A veces"), Rosas Pandan y Miss Kita Kung Christmas ("Te echo de menos cada Navidad").

## Biografía
Su nombre verdadero es Susan Toyogon, nacida el 1 de noviembre de 1954 en Butuan. A los 5 años, Susan Fuentes se unió a diversos concursos de canto en la ciudad de Butuan. Aunque todavía en la escuela secundaria en el "Colegio Nacional Agusan", ella apareció en la desaparecida revista "Bisaya" por su talento como cantante y belleza.
Después de su secundaria, ella se trasladó a Manila para continuar su carrera como cantante.

## Carrera
Ella obtuvo una gran oportunidad y lanzó su primer álbum debut discográfico en 1977. Como cantante, se observó el desempeño sensual de Fuentes por sus coros lujuriosos y su único estilo emocional. Ella también era conocida por sus estilos latinos por sus canciones populares interpretando temas musicales en lenguas bisayas.
Ella ganó el éxito de cruce en el mercado de la música cantando en filipino, ilocano, hiligueino y cebuano, junto a los famosos intérpretes de la música como Awitong Bahandi y Mga Awiting Walang Kupas.

## Vida personal
Susan fuentes fue madre de 2 hijos.

## Su muerte
Susan Fuentes falleció el 7 de septiembre de 2013 en Ciudad Quezon, víctima de un cáncer de colon.

## Discografía[2]

### Filipino
1. Miss Kita Kung Christmas
2. Hinahanap Kita
3. Bulung-Bulungan
4. Babalik Ka Rin
5. Halinat Magsaya
6. Kung Sasayaw Kita
7. Tugtugin Sa Bukid
8. Sa Libis Ng Nayon
9. Arimunding-Munding
10. Kung Magsasayaw Kita
11. Sinisinta Kita
12. Ikaw Ang Mahal Ko
13. Tunay na Tunay
14. Panaligan Mo Sinta
15. Minamahal-Sinasamba

### Cebuano
1. Rosas Pandan
2. Matud Nila
3. Gimingaw Ako
4. Usahay
5. Kagahapun ug Karun
6. Gikan Pa Ako sa Bukid
7. Balud
8. Sa Kabukiran
9. Mga Kinaham ni Lolo
10. Krutsay Sakayanon
11. Pobreng Alindahaw,
12. Kamingaw Sa Payag,
13. Ang Bol-anon[3]
14. Ginikanan
15. Larawan sa Kagahapun
16. Dahong Laya
17. Siloy
18. Kampopot
19. Kanhi Akong Pinangga
20. Ako Sinakit sa Palad
21. Pasayloa ug Hikalimti
22. Awit sa Inahan
23. Hain Nang Saad
24. Nahisulat sa Hangin
25. Patayng Buhi

### Canciones de Navidad
1. Miss Kita Kung Christmas
2. Mananaygon
3. Sumad Karon